# S/2023 U 1
S/2023 U 1 är en av Uranus månar. Den upptäcktes år 2023 av Scott S. Sheppard. Månen är cirka 8 kilometer i diameter och roterar kring Jupiter med en halv storaxel som är cirka 7 999 500 kilometer.
S/2023 U 1 har ännu inte fått något officiellt namn.